# Roter Paradiesvogel
Der Rote Paradiesvogel (Paradisaea rubra), auch Rotparadiesvogel genannt, ist eine Art aus der Gattung der Eigentlichen Paradiesvögel innerhalb der Familie der Paradiesvögel (Paradisaeidae). Er kommt anders als die meisten der Paradiesvögel nicht auf Neuguinea, sondern auf Inseln vor, die der nordwestlichen Küste Neuguineas vorgelagert sind. Über sein Leben in freier Wildbahn ist bislang wenig bekannt. Die meisten Beobachtungen zu Balzverhalten, Nahrungserwerb und Aufzucht der Jungvögel wurden bislang an Individuen gewonnen, die in verschiedenen Zoos gehalten wurden.
Die Art wird von der IUCN als potenziell gefährdet (near threatened) eingestuft. Es werden keine Unterarten unterschieden. Roter Paradiesvogel ist gemeinsam mit dem Lavendelparadiesvogel eine Schwesterformen des Großen Paradiesvogels.

## Merkmale

### Körperbau und -maße
Der Rote Paradiesvogel ist mit einer Körperlänge von bis zu 33 Zentimeter einer der mittelgroßen Paradiesvögel. Inklusive des stark verlängerten mittleren Steuerfederpaars erreichen die Männchen sogar im Durchschnitt eine Länge von 72 Zentimeter. Das übrige Schwanzgefieder misst 11,4 bis 12,3 Zentimeter, so dass das mittlere Steuerfederpaar, das 47,8 bis 76,5 Zentimeter lang ist, dieses deutlich überragt. Das Weibchen, das mit einer durchschnittlichen Körperlänge von 30 Zentimeter kleiner ist als das Männchen ist, hat ein Schwanzgefieder mit einer Länge zwischen 10,5 und 12,1 Zentimeter. Das mittlere Steuerfederpaar ist bei ihr nicht verlängert, sondern hat eine Länge von 10,2 bis 11,7 Zentimeter und ist damit geringfügig kürzer als das übrige Schwanzgefieder.
Der Schnabel ist bei den Männchen 3,1 bis 3,9 Zentimeter lang, bei den Weibchen ist der Schnabel mit 3,3 bis 3,9 Zentimeter fast gleich lang. Die Männchen wiegen zwischen 158 und 224 Gramm, die Weibchen sind mit 115 bis 208 Gramm etwas leichter.

### Männchen

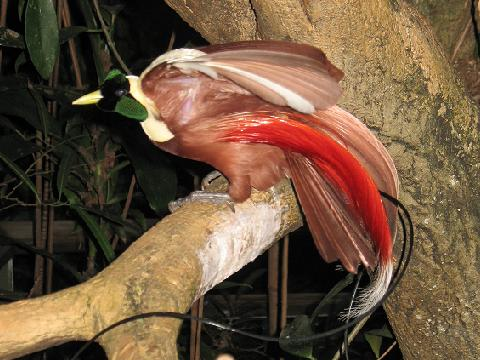
Männchen, Zoo in New York

Zügel, Stirn, Bartstreif, Kinn und Kehle des Männchens sind dunkel smaragdgrün gefiedert und irisieren sehr stark. Bei bestimmtem Lichteinfall können diese Partien sogar samtschwarz wirken. Die Federn über dem Auge sind leicht verlängert und leicht vorgewölbt. Der übrige Kopf, der Nacken sowie der obere und der mittlere Bereich des Mantels sind blass orangegelb. Der untere Bereich des Mantels ist bernsteinfarben und weist bei bestimmten Lichtverhältnissen weiße Schlaglichter. Der übrige Rücken ist rostbraun, der Bürzel und die Oberschwanzdecken sind blass orangegelb. Die Oberseite der Flügeln inklusive der Alula und der großen Flügeldecken sowie die Oberseite der Schwanzfedern sind kräftig rotbraun. Lediglich das mittlere Steuerfederpaar ist zu einer 3 bis 4 Millimeter breiten, schwarzen Federfahne modifiziert.
Die obere Brust ist orangegelb. Die übrige Körperunterseite ist sepiafarben mit einer etwas helleren Bauchmitte und einem haselbraunen Bürzel, haselbraunen Schenkeln und Unterschwanzdecken. Die verlängerten Flankenfedern sind karminrot mit weißlichen Federspitzen.
Der Schnabel ist gelb bis blass grünlich, die Iris ist dunkel rotbraun, die Beine und Füße sind blaugrau.

### Weibchen

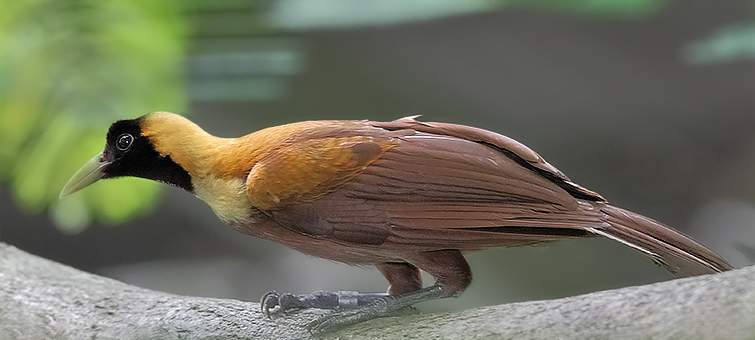
Weibchen, Jurong Bird Park in Singapur

Zügel, Stirn, Bartstreif, Kinn und Kehle des Weibchens sind sepiafarben. Der hintere Scheitel, der Nacken und der Hals sind bräunlich gelb mit einem leichten orangefarbenen Schimmer. Der Mantel ist etwas dunkler. Die übrige Körperoberseite inklusive der Schwingen und der Schwanzfedern sind blass sepiafarben. Lediglich die kleinen Flügeldecken und die Ränder der großen Flügeldecken sind etwas intensiver gelblich. Die Oberschwanzdecken sind bernsteinfarben mit einem leichten orangen Ton.
Die Vorderbrust ist bräunlich-gelb mit einem orangefarbenen Schimmer. Die übrige Körperunterseite ist walnussbraun. Das mittlere Steuerfederpaar ist schmäler und läuft spitzer aus als das übrige Schwanzgefieder.

### Subadulte
Subadulte Männchen ähneln zunächst den Weibchen und weisen nur einzelne Federn des adulten männlichen Gefieders auf. Sie zeigen mit zunehmenden Lebensalter in einem steigenden Grad das Gefieder der adulten Männchen. Das vollständige Gefieder eines Männchens wird erst im Alter von frühestens fünf Lebensjahren gezeigt. Das mittlere Steuerfederpaar, das bei adulten Männchen deutlich vom übrigen Schwanzgefieder abweicht, ist bei subadulten Männchen zunächst nur geringfügig länger, schmäler und spitzer zulaufend als das übrige Schwanzgefieder. Es entwickelt sich erst allmählich zu den schmalen Federfahnen, wie sie für adulte Männchen typisch sind.

## Stimme
Die Rufe der Männchen sind am frühen Morgen und am späten Nachmittag weithin vernehmbar. Der häufigste Laut sind klare, wiederholte wak-Silben, die ein bis vier Mal pro Sekunde zu vernehmen sind. Sie werden eingeläutet durch zunächst gutturale work - wok wak wak wak wak wach wach- Folgen, die langsam beginnen und dann sehr laut und weithin vernehmbar werden. Rote Paradiesvögel geben auch ein an Raben und Krähen erinnerndes Krächzen von sich sowie weep-Töne, die auf den Menschen pathetisch wirken. Zu den Balzlauten des Männchen gehört auch Schnabelklicken und Schnalzlaute, die insbesondere auf dem Höhepunkt der Balz zu vernehmen ist.

## Verbreitungsgebiet und Lebensraum

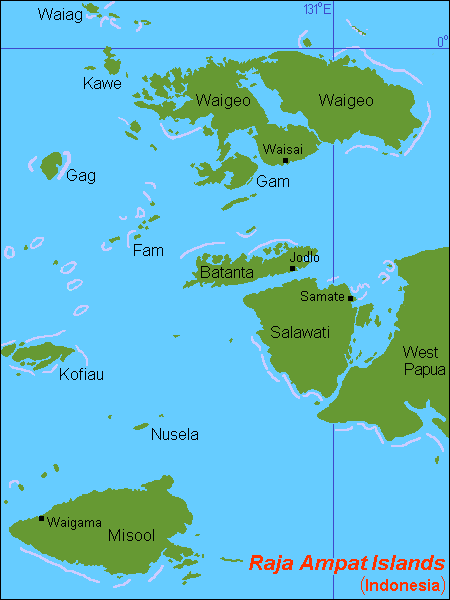
Raja Ampat-Archipel

Der Rote Paradiesvogel ist einer der typischen Insel-Endemiten innerhalb der Familie der Paradiesvögel. Er ist in seiner Verbreitung auf einige Inseln des Raja Amat-Archipels im Indopazifik westlich von Neuguinea begrenzt. Der Verbreitungsschwerpunkt sind die Inseln Waigeo und Batanta. Wägen ist mit 3155 km² die größte der vier Hauptinseln des Archipels und liegt im Norden des Archipels. Das Innere der Insel ist von größtenteils unberührtem Regenwald bedeckt. Batanta ist mit 453 km² deutlich kleiner als Waigeo, zählt aber gleichfalls zu den Hauptinseln des Archipels. Zwischen den beiden Inseln liegt die Insel Gam, die nur durch die sehr schmale Kabuystraße von der Doppelinsel Waigeo getrennt ist. Auch diese Insel wird vom Roten Paradiesvogel besiedelt. Die Art kommt außerdem auf zwei sehr kleinen Inseln Gemien und Saonek vor, die im Westen und Süden von Waigeo liegen.
Der Rote Paradiesvogel kommt auf diesen Inseln, die Erhebungen bis zu 1000 Höhenmetern aufweisen von den Tiefebenen bis in Höhenlagen von 600 Metern vor.
Die Art besiedelt auf den Inseln Regenwetter der Tiefebenen sowie der Vorgebirge. Rote Paradiesvögel sind die einzigen Vertreter der Gattung der Eigentliche Paradiesvögel, die diese Inseln besiedeln. Es kommt auf den Inseln aber unter anderem der zu einer anderen Gattung gehörende Nacktkopf-Paradiesvogel vor. Paradiesvögel sind grundsätzlich eine Familie, bei der Hybride zwischen den Arten der Familie häufiger vorkommen. Für den Roten Paradiesvogel sind Hybride sind allerdings nicht bekannt.

## Lebensweise
Details der Lebensweise dieser Paradiesvogelart sind überwiegend aus in Gefangenschaft gehaltenen Individuen bekannt. Bei einer Gruppe von 11 Roten Paradiesvögeln, die in Singapur in einer großen und dicht bepflanzten, Voliere gehalten wurden, sonnten diese sich immer wieder für eine längere Zeit. Sie nahmen dabei eine vergleichsweise ungewöhnliche Haltung ein: der Flügel, der der Sonne ausgesetzt war, wurde hängen gelassen, während sie den hoch erhobenen Kopf dagegen von der Sonne wegwendeten.
Rote Paradiesvögel fressen Früchte und Insekten. Bereits Alfred Russel Wallace, der diese Vögel in der zweiten Hälfte des 19. Jahrhunderts auf Waigeo beobachtete, beschrieb, dass sie bei ihrer Nahrungssuche häufig bis in Erdbodennähe herabkämen und sich in einer Weise den Stämmen entlang bewegten, die an Spechte erinnern würde. Die in Singapur gehaltenen Roten Paradiesvögel konnten regelmäßig dabei beobachtet werden, wie sie die Ästen und Zweige nach Insekten absuchten. Dabei hackten sie die Rinde von abgestorbenen Zweigen ab und untersuchten mit ihrem Schnabel das weiche Holz. Abgestorbene Bambusblätter sowie anderes Blattwerk wurde vom Erdboden auf eine Ansitzwarte getragen, dort mit einem Fuß festgehalten und dann mit dem Schnabel untersucht. Die Vögel kletterten außerdem auch entlang dünnerer Äste und pickten dort Insekten von den Blättern. Ein Individuum konnte dabei beobachtet werden, dass er sich kopfüber von einem der dünneren äußeren Äste herabhängen ließ, um von einem anderen Ast kleine Knospen abzuknappern und zu fressen.

## Fortpflanzung

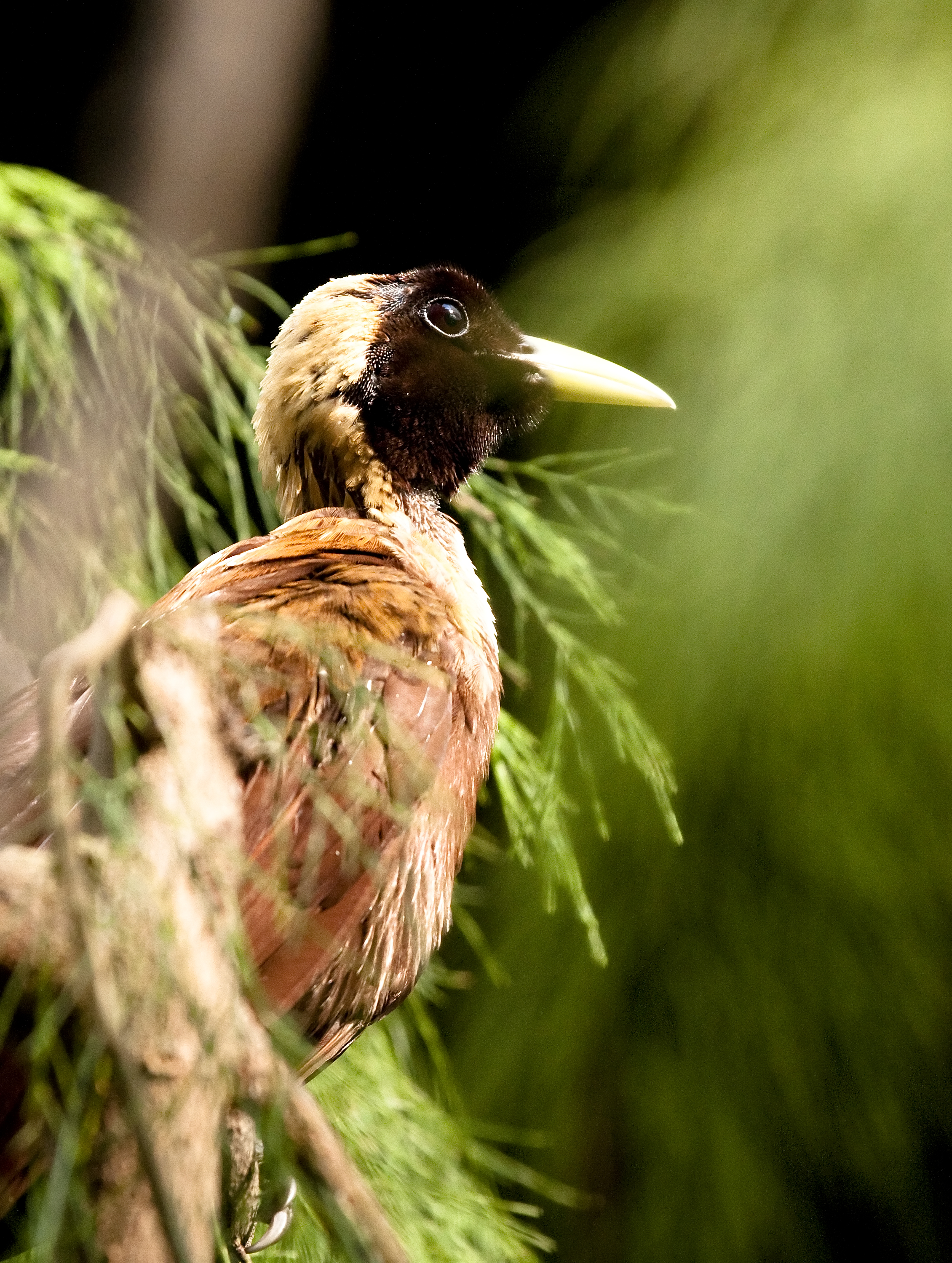
Weibchen

Die Männchen sind polygyn, das heißt, sie paaren sich mit einer möglichst großen Anzahl von Weibchen. Die Partner gehen nach der Paarung keine eheähnliche Gemeinschaft ein, sondern trennen sich danach sofort wieder. Die Weibchen bauen alleine das Nest und ziehen alleine den Nachwuchs groß.

### Balz
Die Balz ist bislang nur wenige Male in freier Wildbahn beobachtet worden. Sowohl diese Freilandbeobachtungen als auch die Gefangenschaftsbeobachtungen legen nahe, dass die Männchen gemeinsam an einem sogenannten Leks balzen (sogenannte Gruppenbalz). Bei den Beobachtungen an freilegenden Vögeln balzten zwischen 3 und 10 Männchen gemeinsam. Die Männchen balzen jeweils auf individuellen Ansitzwarten. Die Balz besteht aus mehreren Elementen, bei denen die Männchen unter anderem ihre verlängerten Flankenfedern und das verlängerte mittlere Steuerfederpaar präsentieren. Zur Balz gehören unter anderem ein schnelles Hin- und Herrhüpfen zwischen zwei benachbarten Ästen, bei denen die Männchen in schmetterlingsähnlicher Weise mit den Flügen flattern. Bei anderen Balzelementen hängen sie kopfüber an Ästen, das verlängerte schwarze Steuerfederpaar überragt dabei dann die verlängerten karmesinroten Flankenfedern.

### Aufzucht der Jungvögel
Informationen über die Aufzucht der Jungvögel liegen nur aus Gefangenschaftsbeobachtungen vor. Im Freiland wurden bislang noch nicht einmal die Nester dieser Art gefunden. Das Gelege besteht aus einem bis zwei Eiern. Es brütet nur das Weibchen, die Brutzeit beträgt zwischen 14 und 16 Tagen. Ein von der New York Zoological Society gehaltenes Weibchen legte in einem Zeitraum von 3 Jahren insgesamt 32 Eier, dabei wurden dem Weibchen die Eier nach jeweils 14 Tage Brutzeit weggenommen und in einem Inkubator weiter bebrütet. Die Ablage der Eier erfolgte immer im Zeitraum Dezember bis Juni. Von den insgesamt 32 waren 18 befruchtet und aus 17 schlüpfte ein Nestling.
Weibchen füttern dem Nestling während seiner ersten fünf Lebenstage hochgewürgten Fruchtbrei. Danach verfüttert das Weibchen ausschließlich tierische Kost an den Jungvogel, während sie überwiegend Früchte frisst. Erst wenn der Jungvogel einen Monat alt wird, erhält er neben animalischer Kost auch pflanzliche. Das Weibchen hält das Nest sauber, indem sie die Kotballen des Jungvogels schluckt. Da bislang noch keine Schalenreste in den Nestern mit geschlüpften Jungvögeln gefunden wurde, frisst das Weibchen wohl auch die Eierschalen.
In Gefangenschaft geschlüpfte Nestling hatten ein Schlupfgewicht von durchschnittlich 8,3 Gramm. Von Hand aufgezogene Nestlinge nahmen während des ersten Lebensmonats im Schnitt täglich 3,4 Gramm zu. Die Nestlinge sind zunächst blind, ihre Augen öffnen sich ab dem 14. Lebenstag. Zu dem Zeitpunkt sind auch die Federkiele sichtbar. Sie konnten ab dem 28. Lebenstag fliegen. Kurz danach sind sie in der Lage, am Nestrand zu hocken. Ab etwa dem 60. Lebenstag sind die Jungvögel nicht mehr vom mütterlichen Elternvogel unterscheidbar.
Rote Paradiesvögel werden häufiger in Zoologischen Gärten Asiens gezeigt. Die ersten Zuchterfolge hatten jedoch US-amerikanische Zoos. Ende des 20. Jahrhunderts wurde aus diesen Zuchterfolgen auch ein Zuchtpaar an den Weltvogelpark Walsrode ausgeliehen.

## Trivia

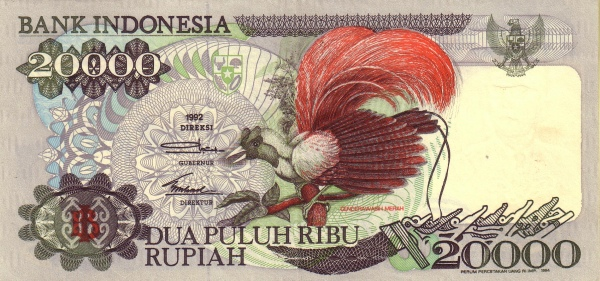
Indonesische Banknote mit männlichem Roten Paradiesvogel

Die zwischen den Jahren 1976 und 2000 ausgegebene indonesische 20.000 Rupien-Banknote zeigt einen männlichen Roten Paradiesvogel.

## Einzelbelege
1. ↑   Handbook of the Birds of the World zum Roten Paradiesvogel, aufgerufen am 9. Oktober 2017
2. 1 2 3 4   Frith & Beehler: The Birds of Paradise – Paradisaeidae. S. 475.
3. ↑   Frith & Beehler: The Birds of Paradise – Paradisaeidae. S. 438.
4. 1 2 3 4 5   Frith & Beehler: The Birds of Paradise – Paradisaeidae. S. 476.
5. 1 2 3   Frith & Beehler: The Birds of Paradise – Paradisaeidae. S. 477.
6. 1 2   Frith & Beehler: The Birds of Paradise – Paradisaeidae. S. 478.
7. ↑   Frith & Beehler: The Birds of Paradise – Paradisaeidae. S. 480.
8. 1 2   Frith & Beehler: The Birds of Paradise – Paradisaeidae. S. 481.
9. ↑   Frith & Beehler: The Birds of Paradise – Paradisaeidae. S. 482.